# Calxeda
Calxeda (ранее известная как Smooth-Stone) — компания, разрабатывавшая и производившая серверные решения на основе процессоров архитектуры ARM. Их преимуществом являются сниженное энергопотребление и лучшее соотношение стоимость-производительность, по сравнению с такими производителями серверов на базе архитектуры x86, как Intel. Проектировался 480-ядерный сервер, состоящий из 120-ти четырёхъядерных процессоров Cortex-A9. С конца 2013 года ARM-платформа от Calxeda использована в блейд-серверах Moonshot линейки ProLiant корпорации Hewlett-Packard.
Calxeda планировала конкурировать на рынке многоядерных серверов с лидерами Intel и AMD, а также другими современными производителями серверов на базе ARM-процессоров — Marvell (Armada XP) и Tilera, производителем массово-параллельных многоядерных процессоров.
В декабре 2013 года компания прекратила операционную деятельность в связи с исчерпанием финансирования (составившего с момента основания $90 млн).